# Wat Phra Kaew

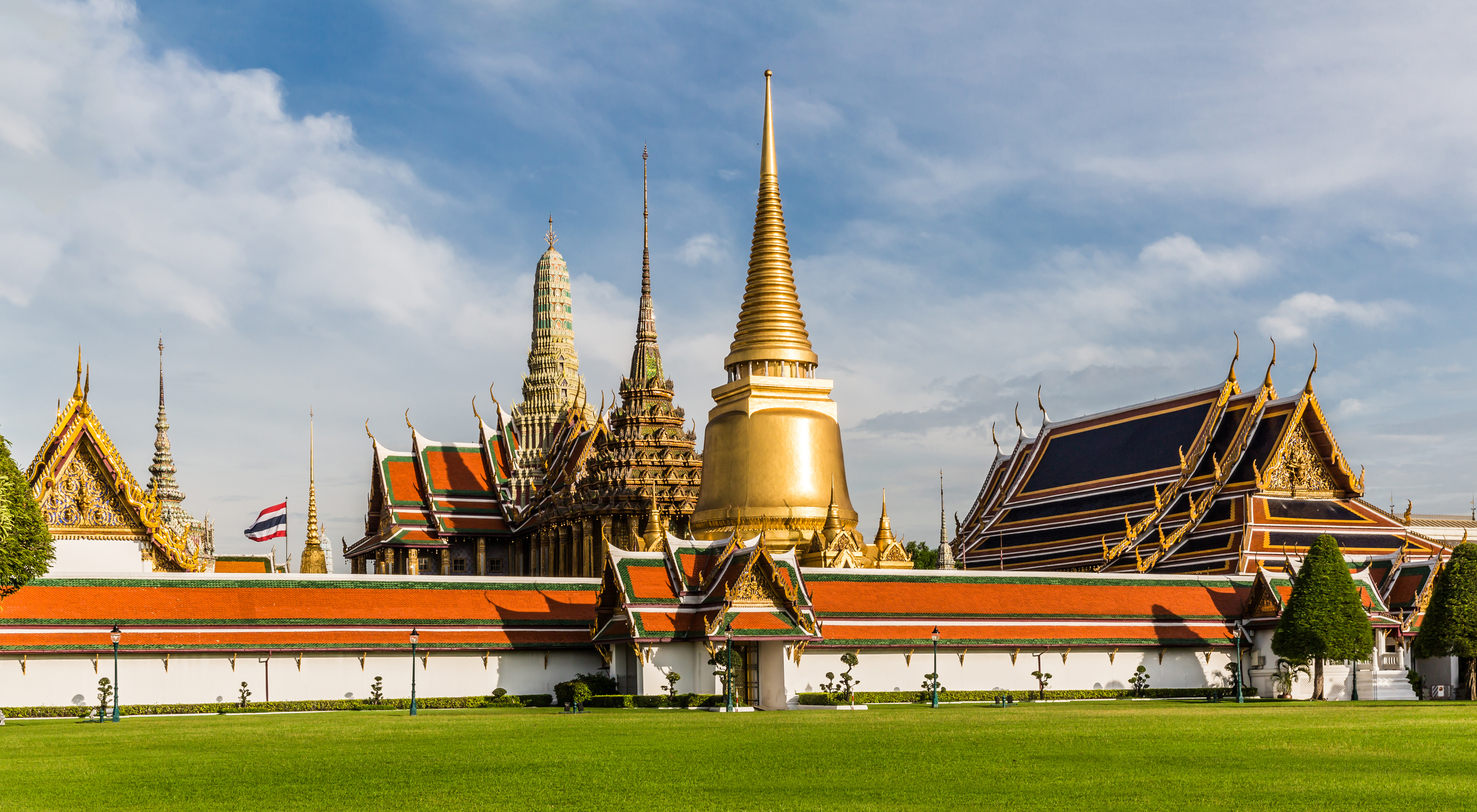
Vista do Pátio Externo do Grande Palácio

Wat Phra Kaew, que significa "Capela Real" está situada ao lado do Grande Palácio, antiga residência da monarquia tailandesa. Wat Phra Kaew contém o Templo do Buda de Esmeralda, o templo mais sagrado da Tailândia. Este templo foi terminado em 1784 e ainda hoje é usado como capela particular do monarca, sendo a única capela tailandesa na qual não residem monges.[carece de fontes?] Apesar do conjunto de estruturas do templo ser aberto ao público, o Buda de Esmeralda só pode ser visto em determinados dias, e não são permitidas câmeras fotográficas.
Assim que se sai da capela, há um modelo do Angkor Wat, o mais famoso conjunto de templo e palácios do Camboja. Estátuas ornadas e outras figuras mitológicas abundam em toda a extensão deste complexo de templos.